# Stadio 15 aprile
Lo Stadio 15 aprile (in spagnolo Estadio 15 de Abril) è un impianto sportivo della città argentina di Santa Fe. Ospita le partite interne dell'Unión e ha una capienza di 28 000 spettatori. Il suo nome omaggia la data di fondazione della società, il 15 aprile 1907.